# Forma lineal
Sigui V un objecte matemàtic qualsevol amb estructura lineal sobre un altre objecte K amb estructura aritmètica. Típicament V és un K-mòdul sobre un anell K, o un espai vectorial sobre un cos K. Una forma lineal és una aplicació
{\displaystyle \omega :V\longrightarrow K\,}
de l'objecte V a l'objecte K que compleix el requeriment de linealitat:
{\displaystyle \omega (\lambda x+\mu y)=\lambda \omega (x)+\mu \omega (y),\quad x,y\in V,\quad \lambda ,\mu \in K}
Si V és un espai vectorial, les formes lineals de V se solen anomenar també covectors, en contraposició al nom de "vectors" que hom fa servir per als elements de V.

## Notació
Si {\displaystyle \omega } és una forma lineal i x un element de V, de vegades s'empra la notació {\displaystyle \langle x,\omega \rangle } per expressar el valor de la forma {\displaystyle \omega } en l'element x, és a dir, {\displaystyle \langle x,\omega \rangle =\omega (x)}.

## Objectes duals
El conjunt {\displaystyle V^{\ast }\,} de les formes lineals de l'objecte V a l'objecte K és l'estructura lineal dual de V. Si V és un K-mòdul o un K-espai vectorial, llavors {\displaystyle V^{\ast }\,} és, respectivament, el K-mòdul dual o l'espai vectorial dual.

## Càlcul
Com que, en tots els casos, una forma lineal no és més que un homomorfisme de V a K, si V és un mòdul lliure finitament generat o un espai vectorial de dimensió finita, hom pot condensar tota la informació sobre una certa forma lineal ω en la matriu d'aquesta aplicació lineal. Si g1, g₂, ..., gn són els vectors d'una base de V i prenem { 1K } com a base de K, la matriu de la forma lineal ω és
{\displaystyle \omega \quad \longleftrightarrow \quad {\begin{pmatrix}\omega (g_{1})&\omega (g_{2})&\ldots &\omega (g_{n})\end{pmatrix}}={\begin{pmatrix}\langle g_{1},\omega \rangle &\langle g_{2},\omega \rangle &\ldots &\langle g_{n},\omega \rangle \end{pmatrix}}}
d'una fila i n columnes. Per aquest motiu, les formes lineals a espais vectorials també se solen anomenar vectors fila en contraposició als elements de l'espai que són els vectors columna.
El càlcul del valor de la forma ω en l'element de V donat per les coordenades v = λ1g1 + λ₂g₂ + ... + λngn es fa amb el producte habitual de matrius:
{\displaystyle \omega (v)=\langle v,\omega \rangle \ ={\begin{pmatrix}\omega (g_{1})&\omega (g_{2})&\ldots &\omega (g_{n})\end{pmatrix}}{\begin{pmatrix}\lambda _{1}\\\lambda _{2}\\\vdots \\\lambda _{n}\end{pmatrix}}=\sum _{i=1}^{n}\langle g_{i},\omega \rangle \lambda _{i}}
és a dir, es correspon amb un polinomi homogeni de grau 1 en n variables.